# (If You're Wondering If I Want You To) I Want You To
«(If You're Wondering If I Want You To) I Want You To» es el primer sencillo del séptimo álbum de estudio de Weezer, Raditude. Inicialmente anunciado para ser lanzado el 25 de agosto en las radios estadounidenses, la canción fue lanzada poco menos de una semana después de su anuncio, y la fecha oficial fue el 18 de agosto. Debutó en el número 21 del Billboard Rock Songs Chart y en la misma posición en el Alternative Songs. En el videoclip aparece Odette Yustman.

## Recibimiento
La canción fue bien recibida por las críticas en general. Jillian Mapes de Billboard Magazine dijo:

«En el primer sencillo el nuevo álbum de Weezer, la ahora veterana banda continúa canalizando nostalgia juvenil, esta vez a través de referencias a la película "Titanic" y chistes sobre carne. El ritmo optimista de la canción recuerda al hit de los '80 "Walking on Sunshine", emanando un pegadizo entusiasmo que se siente casi artificial pero no deja de ser innegable. Las frases automenospreciativas acerca de ser tímido cerca de las mujeres Cuomo por excelencia.»

## Posiciones en listas
| Lista (2009)                           | Posición |
| -------------------------------------- | -------- |
| EE. UU. Billboard Hot 100              | 82       |
| Billboard Rock Songs de EE. UU.        | 7        |
| Billboard Alternative Songs de EE. UU. | 2        |
| Canadian Hot 100                       | 24       |
| Japan Hot 100                          | 16       |